# Австралия (филм)
„Австралия“ (на английски: Australia) е приключенска драма от 2008 г. на режисьора Баз Лурман, с участието на Никол Кидман и Хю Джакман. Сценарият е написан от Лурман, Стюарт Бийти, Ричард Фланаган и Роналд Харууд. Продукцията заема място в Сидни, Дарвин, Кунунура и Боуен. Филмът е пуснат по кината на 26 ноември 2008 г. в Съединените щати и в Австралия на 26 декември 2008 г. с последващите дати за пускане в световен мащаб в края на декември 2008 г. и януари-февруари 2009 г. Филмът получи смесени отзиви от критиците и спечели 211 млн. долара в световен мащаб.

## Актьорски състав
| Актьор           | Роля                 |
| ---------------- | -------------------- |
| Никол Кидман     | Лейди Сара Ашли      |
| Хю Джакман       | Джелепинът           |
| Дейвид Уенъм     | Нийл Флечър          |
| Браян Браун      | Крал Карни           |
| Джак Томпсън     | Киплинг Флин         |
| Дейвид Гулпилил  | Крал Джордж          |
| Брандън Уотърс   | Нола                 |
| Дейвид Нгумбуяра | Магари               |
| Бен Менделсон    | Капитан Дътън        |
| Еси Дейвис       | Катрин Карни         |
| Бари Ото         | Администратор Алсоп  |
| Кери Уокър       | Миртъл Алсоп         |
| Санди Гор        | Глория Карни         |
| Урусла Йович     | Дейзи, майка на Нула |
| Лилиан Кромби    | Банди Легс           |
| Юен Уа           | Синг Сонг            |
| Ангъс Пилакуи    | Гуладж               |
| Джасек Коман     | Иван                 |
| Тони Бари        | Сержант Калахан      |
| Рей Барет        | Рамсден              |
| Мак Кълън        | Пияницата            |

## В България
В България филмът е пуснат по кината на 26 декември 2008 г. от Александра Филмс.
На 18 май 2009 г. е издаден на DVD и Blu-ray от А Плюс Филмс.
На 18 февруари 2014 г. е излъчен по bTV Cinema с български дублаж. Екипът се състои от:
| Озвучаващи артисти  | Гергана Стоянова Даниела Йорданова Пламен Манасиев Петър Върбанов Станислав Димитров Силви Стоицов |
| Преводач            | Луиза Топузян                                                                                      |
| Тонрежисьор         | Иван Малинков                                                                                      |
| Режисьор на дублажа | Албена Павлова                                                                                     |